# Editorial OEPISA
Editorial Oepisa es una editorial famosa en los años setenta por la publicación de material de cómic estadounidense en México.

## Marvel en México
En los años 1970, la editorial OEPISA se pone a cargo de publicar los cómics de Marvel en México bajo su división de Macc Editores. Entre los cómics que publicó estaban El Hombre Araña, Los 4 Fantásticos, X-Men, Ms Marvel, Ka-Zar, Man-Thing y Black Panther. 
La editora creó un título llamado Arañita, hecho por artistas mexicanos, enfocado en las aventuras de un joven hombre araña, para 1979 OEPISA perdió la licencia cediéndosela a Novedades Editores.

## Historietas publicadas
Estas son las historietas que OEPISA publicó bajo el sello de MACC editores
- Félix, el Gato
- Buffalo Bill
- Beto, el recluta
- Popeye
- El Solitario
- Los Picapiedras
- Pirulete
- Amar fue conocerte
- Los Comandos
- Mortadelo y Filemón

| Predecesor: Editorial La Prensa 1963 - 1973 | Marvel en México 1974 - 1979 | Sucesor: Novedades Editores 1980 - 1994 |

- Datos: Q8772129

Bibliografía
Gard, Jorge. La guerra de los cómics. Más allá de Novaro y La Prensa. J.G. ISBN 978-84-09-19876-4 Barcelona. 6/2020                                                                                                                             